# .su
.su (z angličtiny Soviet Union) je internetová národní doména nejvyššího řádu pro Sovětský svaz. Jejím správcem je organizace ROSNIIROS (Russian Institute for Development of Public Networks) sídlící v Moskvě.

## Historie
Doména byla přidělena organizací IANA dne 19. září 1990, tedy zhruba 15 měsíců před rozpadem Sovětského svazu. Poté byla používána Ruskou federací. Té byla 7. dubna 1994 přidělena doména .ru, nicméně držitelé sovětských domén si vymohli, že původní koncovky budou moci pokračovat, ale nové už k registracím nebudou přijímány. V průběhu 90. let však docházelo k tomu, že držitelé domén mohli registrovat subdomény, a tak počet adres s koncovkou .su stále rostl. Proto v roce 2001 ROSNIIROS obnovil registraci nových domén.
Doménu často využívají kyberzločinci k posílání spamu a peněžním podvodům. Internetoví útočníci na webové adresy s koncovkou .su přesunuli velkou část svých aktivit poté, co správci ruské domény .ru v roce 2011 zavedli přísnější pravidla pro registrace.